# GFA Sinaai
Sinaai Girls is een Belgische voetbalclub uit Sinaai. De club is aangesloten bij de KBVB met stamnummer 9131 en heeft blauw als kleuren. De club brengt enkel meisjes- en vrouwenploegen in competitie & recreatief voetbal.

## Geschiedenis
De ploeg ontstond al begin jaren 80 in de wijk Wijnveld op initiatief van Antoine Van den Elsken. Als Wijnveld Girls werd af en toe een vriendschappelijke wedstrijd gespeeld op de terreinen van FC Wijnveld, een liefhebbersploeg bij de mannen. De ploeg verbeterde en in 1983 trad met toe tot de damesreeks van het Walivo, het Waas Liefhebbers Voetbal. De ploeg groeide er verder en pakte er uiteindelijk ook de titel en de beker.
In 1988 maakte de club dan de overstap naar de Belgische Voetbalbond, onder de nieuwe naam Sinaai Girls. De ploeg ging van start in de provinciale reeksen en pakte er meteen de titel met het maximum van de punten. Sinaai mocht naar de interprovinciale eindronde en dwong er meteen promotie af naar de nationale reeksen, naar Tweede Klasse.
Ook in Tweede Klasse bleef de ploeg bij de beteren. In 1992/93 werd Sinaai er kampioen en promoveerde zo voor het eerst naar Eerste Klasse. De club werd al gauw een vaste waarde. In 1997 behaalde de club voor het eerst in haar bestaan de finale van de Beker van België, maar verloor er van KFC Rapide Wezemaal. Ook in 2001 speelde Sinaai de bekerfinale, waar opnieuw Wezemaal te sterk bleek. Een derde bekerfinale bereikte men in 2009, waar ditmaal Standard Fémina de Liège werd verslagen. De bekertitel werd in 2010 verlengd, na winst tegen RSC Anderlecht. Een derde bekertitel werd ni 2011 behaald, na winst tegen SK Lierse.
In 2011 ging de club nauwer samenwerken met mannenclub KVRS Waasland - SK Beveren en wijzigde haar naam in Waasland Beveren - Sinaai Girls. Men ging onder meer ook Puyenbeke voetballen. In het 2012/13 bereikte Sinaai Girls, als tweedeklasser, alweer de finale van de Beker van België, maar verloor van RSC Anderlecht met 3-0 na verlengingen.
Toen bleek dat het voor een autonome vrouwenvoetbalclub quasi onmogelijk werd om nog op het hoogste niveau (BeNe League / Super League) mee te blijven draaien werd er in 2014 bewust gekozen om terug naar het Wijnveld te gaan. De clubnaam werd gewijzigd in Girls Football Academy Sinaai (GFA Sinaai) met focus op meisjesvoetbal.
Om de lokale verankering en traditie van de club te benadrukken werd in 2021 gekozen om te oorspronkelijke benaming Sinaai Girls terug aan te nemen met focus op voetbal voor elk meisje, een heel leven lang.

## Resultaten

### Erelijst
Beker van België
winnaar (3): 2008/09, 2009/10, 2010/11
finalist (3): 1996/97, 2000/01, 2012/13
Belgische Supercup
winnaar (1x): 2010
finalist (2x): 2009, 2011

### Seizoenen A-ploeg
| Seizoen | Reeks                | Niveau | Plaats | Punten | Beker        | Opmerkingen                                 |
| ------- | -------------------- | ------ | ------ | ------ | ------------ | ------------------------------------------- |
| 2013/14 | Eerste klasse        | 2      | 12     | 16     | Derde ronde  |                                             |
| 2014/15 | Tweede klasse        | 3      | 12     | 14     | Derde ronde  | Geen degradatie wegens creatie Super League |
| 2015/16 | Tweede klasse        | 3      | 10     | 14     | Tweede ronde |                                             |
| 2016/17 | Tweede klasse A      | 3      | 6      | 38     | Derde ronde  |                                             |
| 2017/18 | Tweede klasse A      | 3      | 8      | 30     | Tweede ronde |                                             |
| 2018/19 | Tweede klasse A      | 3      | 9      | 37     | Tweede ronde | Doorstart in 2e Provinciale                 |
| 2019/20 | Tweede Prov. O.Vl. A | 5      | 11     | 10     |              |                                             |
| 2020/21 | Tweede Prov. O.Vl. A | 5      | -      | -      | -            | Seizoen geschrapt wegens Covid-19           |
| 2021/22 | Tweede Prov. O.Vl. A | 5      | 7      | 22     |              |                                             |
| 2022/23 | Tweede Prov. O.Vl. A | 5      | 10     | 10     |              |                                             |
| 2023/24 | Tweede Prov. O.Vl. B | 5      | 5      | 29     |              |                                             |
| 2024/25 | Tweede Prov. O.Vl. B | 5      | 4      | 32     |              |                                             |
| 2025/26 | Tweede Prov. O.Vl. B | 5      |        |        |              |                                             |